# Malawi-zebracichlide
De Malawi-zebracichlide (Maylandia zebra) is een straalvinnige vissensoort uit de familie van de cichliden (Cichlidae). De wetenschappelijke naam van de soort is voor het eerst geldig gepubliceerd in 1899 door Boulenger.

## Kenmerken
Deze 12 cm lange, blauwwitte vis heeft donkere dwarsstrepen op zijn gehele lichaam, een lange rugvin en een kleine bek met dikke lippen.

## Leefwijze
Deze vis schraapt algen van de rotsen.

## Voortplanting
Na het afzetten van de eieren neemt het vrouwtje de bevruchte eieren in de bek en broedt ze daar uit, waarna ze door de moeder nog een week worden beschermd.

## Verspreiding en leefgebied
Deze soort komt voor in het Oost-Afrikaanse Malawimeer.